# 阿芒迪娜·亨利
阿芒迪娜·香塔勒·亨利（法語：Amandine Chantal Henry，1999年9月28日—）是法國職業女子足球運動員，司職防守中場，現效力墨西哥女子足球超級聯賽球隊托盧卡。
亨利在2009年開始效力法國國家隊，並於2017年至2020年期間擔任國家隊隊長一職。2015年，亨利參加國際足協女子世界盃獲得銀球獎，並入選全明星隊的最佳中場之一。在效力奧林匹克里昂的15個賽季中，亨利總共獲得7次歐冠冠軍、13次法甲聯賽冠軍以及8次法國盃冠軍；2016年至2017年，她從里昂外借到波特蘭荊棘的2個賽季裡各拿下一座季後賽冠軍和銀盾獎；個人方面，她於2015年入選國際足協年度最佳陣容，2018年至2019年連續二度入選IFFHS世界年度最佳女子陣容，2020年入選IFFHS歐洲十年最佳女子陣容。

## 外部連結
- 阿芒迪娜·亨利在國家女子足球聯賽（页面存档备份，存于）
- 阿芒迪娜·亨利 （页面存档备份，存于）在奧林匹克里昂女子足球俱樂部（法語）
- 阿芒迪娜·亨利 （页面存档备份，存于）在波特蘭荊棘
- 阿芒迪娜·亨利 （页面存档备份，存于）在天使城FC
- 阿芒迪娜·亨利 （页面存档备份，存于）在猶他皇家
- 阿芒迪娜·亨利 （页面存档备份，存于）在StatsFootoFeminin（法語）
- 阿芒迪娜·亨利在墨西哥女子足球超級聯賽（西班牙語）
- 上的阿芒迪娜·亨利（法語）
- 阿芒迪娜·亨利在Olympedia的个人资料和比赛数据
- 阿芒迪娜·亨利在Olympics.com的个人资料和比赛数据